# Scylaticus sayano
Scylaticus sayano är en tvåvingeart som beskrevs av Akira Nagatomi 1983. Scylaticus sayano ingår i släktet Scylaticus och familjen rovflugor. Inga underarter finns listade i Catalogue of Life.